# Обисон д'Оверњ
Обисон д'Оверњ (фр. Aubusson-d'Auvergne) насеље је и општина у централној Француској у региону Оверња, у департману Пиј де Дом која припада префектури Тјер.
По подацима из 2011. године у општини је живело 243 становника, а густина насељености је износила 35,79 становника/km². Општина се простире на површини од 6,79 km². Налази се на средњој надморској висини од 418 метара (максималној 609 m, а минималној 355 m).

## Демографија
| 1962. | 1968. | 1975. | 1982. | 1990. | 1999. | 2011. |
| ----- | ----- | ----- | ----- | ----- | ----- | ----- |
| 278   | 242   | 221   | 194   | 191   | 220   | 243   |

График промене броја становника у току последњих година